# Type Directors Club

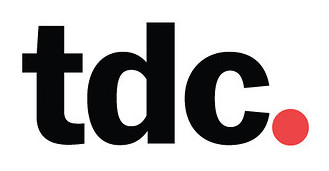
Type Directors Club logo

Le Type Directors Club, ou TDC, est une association internationale vouée à la promotion de la typographie sous toutes ses formes. Le club a été créé en 1946 à la suite de réunions informelles de typographes new-yorkais. Son siège est toujours à New York.
Il existe des chapitres du Type Directors Club dans d'autres pays :
- Allemagne (créé en 1983, son siège est à Mayence)
- France
- Japon
- Mexique
- Royaume-Uni
- Suisse
- Vietnam.

Le Type Directors Club décerne une médaille aux typographes ayant effectué des avancées majeures dans leur domaine. Par ailleurs, un concours annuel, le Type Directors Club Type Design Awards (plus familièrement appelé TDC2), récompense les meilleures créations de caractères de l'année. Enfin, les meilleurs travaux de l'année sont regroupés au sein des annales du club, publiées annuellement. 

## Récipiendaires de la médaille duType Directors Club
| - 1967 – Hermann Zapf - 1968 – R. Hunter Middleton - 1971 – Frank Powers - 1972 – Robert Leslie - 1975 – Edward Rondthaler - 1979 – Arnold Bank - 1982 – Georg Trump - 1983 – Paul Standard - 1984 – Herb Lubalin (à titre posthume) - 1984 – Paul Rand - 1985 – Aaron Burns - 1986 – Bradbury Thompson | - 1987 – Adrian Frutiger - 1988 – Freeman Craw - 1989 – Ed Benguiat - 1991 – Gene Federico - 1995 – Lou Dorfsman - 1997 – Matthew Carter - 1997 – Rolling Stone - 2000 – Colin Brignall - 2000 – Günter Gerhard Lange - 2003 – Martin Solomon - 2006 – Paula Scher - 2011 – Erik Spiekermann - 2011 – Mike Parker |

## Annales des TDC
- Type Directors Club of New York: Typography 36. Schmidt, H, Mayence, 2015,  (ISBN 978-3874398763).
- Type Directors Club: Typography 35. Harper Design, 2014,  (ISBN 0-06-211289-9).
- Type Directors Club: Typography 34. Harper Design, 2014,  (ISBN 978-0-06-211281-1).
- Type Directors Club: Typography 33. Harper Design, 2013,  (ISBN 978-0-06-211262-0).
- Type Directors Club: Typography 32. Harper Design, 2011,  (ISBN 978-0-06-172637-8).
- Type Directors Club: Typography 31. Collins Design, 2010,  (ISBN 978-0-06-172632-3).
- Type Directors Club: Typography 30. Collins Design, 2010,  (ISBN 978-0-06-172631-6).
- Emily Oberman: Typography 29. Collins Design, 2009,  (ISBN 978-0-06-158277-6).
- Susan E. Davis: Typography 28: The annual of the Type Directors Club. Gingko Press, 2008,  (ISBN 978-0-06-117342-4).
- Collins Design: Typography 27: The Annual of the Type Directors Club: v. 27. Collins Design, 2006,  (ISBN 0-06-114423-1).
- Type Directors Club: Typography-Twenty-Six: v. 26. Gingko Press, 2006,  (ISBN 0-06-084730-1).
- Diego Vainesman: Typography 25. Gingko Press, 2004,  (ISBN 0-06-074807-9).
- Directors Club Type: Typography 24. Gingko Press, 2003,  (ISBN 0-06-053614-4).
- Allison Muench Williams, J. Phillips Williams: Typography 23 the Annual of the Type Directors Club: The Annual of the Type Directors Club. Watson-Guptill Publications, 2003,  (ISBN 0-8230-5558-2).
- Gail Anderson: Typography 22: The Annual of the Type Directors Club: No. 22. Gingko Press, 2001,  (ISBN 0-06-018586-4).
- Watson-Guptill Publishing: Typography 21: The Annual of the Type Directors Club. Watson-Guptill Publications, 2001,  (ISBN 0-8230-5556-6).
- Watson Guptill Publications: Typography 20: The Annual of the Type Directors Club: No. 20. Watson-Guptill Publications, 2000,  (ISBN 0-8230-5555-8).
- Watson Guptill Publications: Typography 19: The Annual of the Type Directors Club: No. 19. RotoVision, 1998,  (ISBN 0-8230-5554-X).
- Bernhardt Fudyma Design Group: Typography Eighteen: Annual of the Type Director's Club: No. 18. Watson-Guptill Publications, 1997,  (ISBN 0-8230-5553-1).
- The Annual of the Type Directors Club: Typography 17. Watson-Guptill Publications, 1996,  (ISBN 0-8230-5552-3).
- Watson Guptill Publications: Typography 16: The Annual of the Type Directors Club: Annual of the Type Director's Club: No. 16. Watson Guptill Pubn, 1995,  (ISBN 0-8230-5551-5).
- Annual of Type Directors Club: Typography 15: The Annual of the Type Directors Club. Watson Guptill Pubn, 1994,  (ISBN 0-8230-5549-3).
- Marian Appellof: Typography 14: The Annual of the Type Directors Club. Watson-Guptill Pubns, 1993,  (ISBN 0-8230-5548-5).
- Typography 13: The Annual of the Type Directors Club: Annual of the Type Director's Club: No. 13. Watson-Guptill Publications, 1993,  (ISBN 0-8230-5547-7).
- Typography Twelve: The Annual of the Type Directors Club: Annual of the Type Director's Club: No. 12, 1991. Watson-Guptill Publications, 1992,  (ISBN 0-8230-5546-9).
- Typography 11: The Annual of the Type Directors Club: The Annual of the Type Directors' Club. Watson-Guptill Publications, 1990,  (ISBN 0-8230-5545-0).
- Typography 10: The Annual of the Type Directors Club. Watson-Guptill Publications, 1989,  (ISBN 0-8230-5544-2).
- Typography 9. Watson-Guptill Pubns, 1988,  (ISBN 0-8230-5543-4).
- Typography 7/the Annual of the Type Directors Club. Watson-Guptill Pubns, 1986,  (ISBN 0-8230-5541-8).